# Spirito (filosofia)
In filosofia genericamente per spirito s'intende un «sinonimo di vita, forza vitale distinta dalla materia e che tuttavia interagisce con essa»; una «forma dell'essere radicalmente diversa dalla materia», o anche una totalità assoluta che comprende ogni tipo di manifestazione della realtà, come nell'idealismo tedesco.

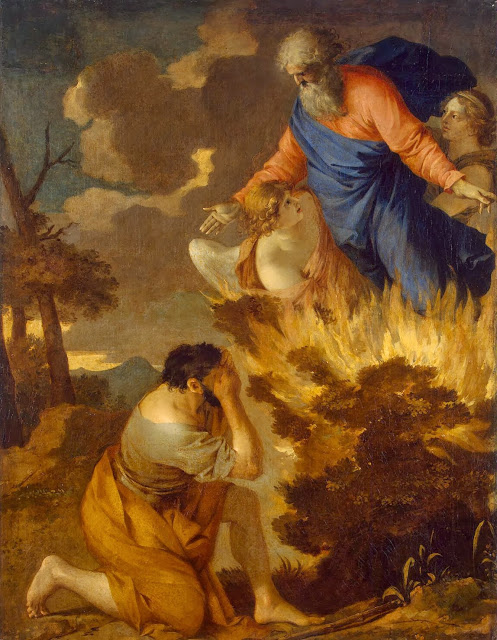
Lo spirito di Dio che si manifesta a Mosè in un roveto ardente.

Nel significato più antico lo spirito (πνεῦμα - pneuma) si presentava come qualcosa che vitalizza il corpo, «il soffio vitale come sottile principio materiale di vita» analogamente al significato di anima, anche indipendentemente da un contesto religioso o metafisico.

## Etimologia
Dal verbo latino "spirare", che significa "soffiare", deriva "spiritus" (letteralmente: "soffio", "respiro", "alito") che a sua volta deriva dalla radice indoeuropea *(s)peis- ("soffiare").

## Storia del concetto
Il vocabolo latino è traduzione di quello greco pneuma ( "respiro", "aria", "soffio vitale") e in qualche misura può essere intravisto nell'ápeiron del presocratico Anassimandro, che aveva in qualche misura smaterializzato l'archè (in greco antico: ἀρχή?) degli altri naturalisti ionici, il principio originario dell'universo e di ogni sua parte, impalpabile e invisibile ma pur sempre materiale, come dimostra un otre vuoto che soffiandovi dentro si riempie di materia aerea.
Con gli stoici il termine comincia ad essere accostato a quello odierno di spirito. Il pneuma appartiene al dio che dà vita alle cose e le guida secondo i suoi voleri. Il pneuma è una forza che si manifesta non solo nel singolo uomo ma è presente in tutte le cose come "anima del mondo".

### "Corporeità" dello spirito

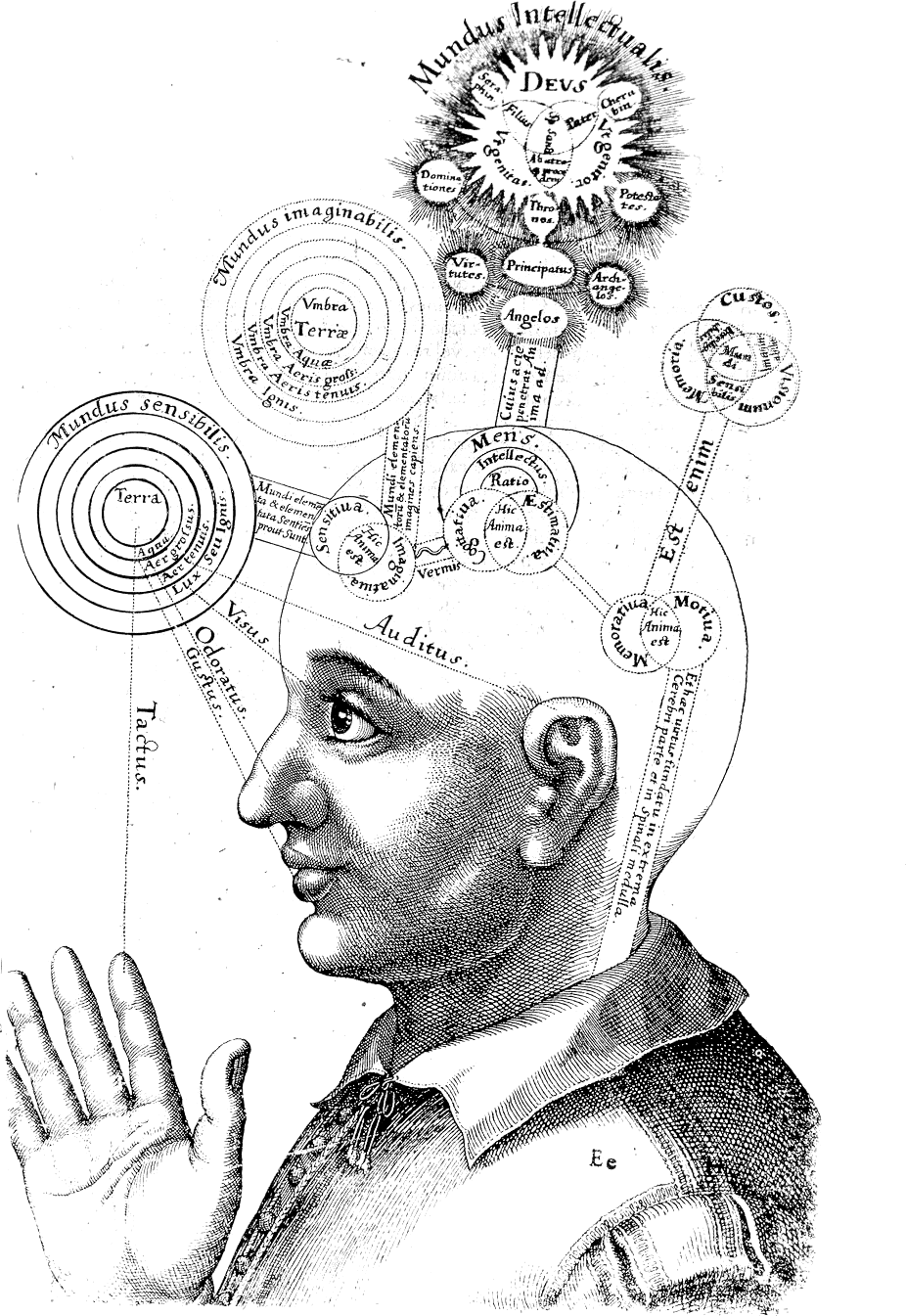
Il mondo materiale e quello spirituale nell'uomo

Lo spiritus inizia così ad avere connotazioni fisiche tanto che nella medicina antica e in quella medioevale si parla di spiritus corporeus o animalis inteso come un'essenza vitale che pervade tutto l'organismo umano. Questo almeno è il significato che ritroviamo in un'opera di Ugon Vittorino dove lo spirito è inteso come una sorta di mediatore tra l'anima e il corpo, uno "spirito igneo" mobilissimo, simile a quello che i fisiologi chiamavano "sugo nerveo", affine all'elettrico o all'etereo.
Nella teologia medioevale nasce il problema di definire e risolvere il dualismo di corpo ed anima ricorrendo al concetto di spirito. Sant'Agostino in modo deciso aveva affermato la trascendenza dell'anima e la sua superiorità gerarchica rispetto al corpo che tuttavia conserva un aspetto positivo in quanto opera di Dio e non del maligno.
Il suo pensiero troverà ora sbocco nella scolastica, che apprezzerà molto un'opera a lui attribuita il De spiritu et anima, dove si cerca di chiarire i concetti di anima e spirito al quale si attribuiscono connotazioni solo corporee:
(Pseudo Agostino, De spiritu et anima, C. XIII)
(Pseudo Agostino, De spiritu et anima, C. XXXIII)
È la tesi questa degli "spiriti animali", che troviamo nel Trattato sulle passioni dell'anima di Cartesio che, considerandoli come derivati del sangue portati dalle arterie al cervello, riporta alla fisiologia l'attività psichica umana.

### Immaterialità dello spirito
Nel pensiero cristiano tuttavia vengono descritte anche connotazioni solo immateriali dello spirito inteso come il soffio divino che vivifica l'universo materiale: concezione questa ripresa in età rinascimentale da Giordano Bruno.

Col Cristianesimo lo Spirito, accostato alla nozione di Santo ("pneuma to agion") e connotato di universalità, diviene la terza Persona della Trinità divina, la quale si riflette nella tripartizione evangelica fatta da Paolo di Tarso che distingueva, nell'uomo, il corpo, l'anima e lo spirito:
(Paolo, Prima lettera ai Tessalonicesi, 5, 23)
La questione di uno spirito nell'uomo, diverso dall'anima e perciò completamente separato dal corpo, rimase in seguito dibattuta, finché nei Concili di Costantinopoli dell'869-870 e dell'879-880 venne affermata l'unicità dell'anima umana, alla quale si attribuivano sue proprie qualità spirituali, escludendo la presenza di una parte superiore intellettiva priva di unione diretta con quella carnale.
Lo spirito quindi inteso come anima di Dio e essenza d'origine divina nell'uomo compare nel pensiero di Filone di Alessandria, di Origene e di San Paolo che contrappone la nobiltà dello "spirito" alla bassezza della "carne".
Nella teologia cristiana lo spirito perde ogni consistenza materiale nelle definizioni dello Spirito Santo, di Dio e delle esistenze angeliche, che, come "spiriti puri", "spiriti infiniti", vengono contrapposti agli "spiriti finiti" degli uomini.

## Lo spirito nella filosofia moderna e contemporanea
La differenziazione tra spiriti materiali finiti e immateriali infiniti viene ripresa da Leibniz nella Monadologia e da Berkeley nel Trattato sui principi della conoscenza umana mentre per Cartesio lo spirito coincide sempre con la res cogitans, la sostanza pensante.
Una prospettiva del tutto finita è nel pensiero illuministico che riserva all'anima una costituzione naturale e che attribuisce allo spirito una formazione dovuta all'educazione e alle consuetudini sociali (Helvétius nel suo Sullo spirito e Montesquieu che tratterà in questo senso dello "spirito" delle leggi).
Con Emanuel Swedenborg lo spirito diviene argomento delle scienze occulte dello spiritismo rifiutato sotto ogni aspetto da Kant che nel suo I sogni di un visionario precisa che questi sono i sogni «di uno che vede spiriti».
Kant invece userà il termine spirito nella Critica del Giudizio e nella Antropologia come significante dell'attività creativa della ragione e così sarà inteso anche dalla filosofia idealistica da Schelling a Hegel che ne estesero metafisicamente la portata oltre il formalismo kantiano. Specialmente in Hegel lo Spirito (Geist) è il protagonista assoluto della Fenomenologia dello spirito (1807) che sarà ulteriormente raccontato nel suo sviluppo dialettico di spirito soggettivo, oggettivo e assoluto nella Enciclopedia delle scienze filosofiche.
Questa caratterizzazione metafisica di assolutezza dello Spirito sarà presente anche nei ritorni del pensiero idealistico con la Filosofia dello Spirito di Benedetto Croce e con la Teoria generale dello Spirito come atto puro di Giovanni Gentile.
La distinzione tra "scienze dello spirito" (Geisteswissenschaften) e "scienze della natura" avanzata da Wilhelm Windelband nel 1894 nell'opera Storia e scienza naturale riprendeva il tema già trattato da Wilhelm Dilthey nel 1883 nella sua Introduzione alle scienze dello spirito, con la quale ci si voleva liberare da ogni subordinazione al positivismo celebrando la peculiare scientificità delle scienze storico-spirituali.
Mentre è da considerare ancora nell'eredità dell'hegelismo lo spiritualismo di Hermann Lotze, nell'ambito più filosofico è la corrente spiritualista che s'ispira alla tradizione cristiano-medioevale, a Cartesio, a Pascal e Maine de Biran. Questo filone ha trovato slancio negli ultimi decenni del Novecento in corrispondenza di un certo indebolimento del materialismo ateo.
La fenomenologia di Husserl, col seguito di sviluppi posteriori che ad esso si rifanno, vede tra i più noti tra questi la "teoria dei valori" di Max Scheler che Il problema dell'essere spirituale di Nicolai Hartmann. Si tratta a tutti gli effetti di una rimessa in gioco dello spirito, per quanto in termini differenti e più sofisticati, però con l'utilizzo di nuovi termini e nuove espressioni di esso.
Vi sono infine correnti ontologiche ed esistenzialistiche di tipo post-materialistico che aprono l'orizzonte allontanandosi dai vecchi schematismi del materialismo integrale, che concepiva la materia come unica realtà.
Un indirizzo che coniuga un pluralismo ontofisico a un dualismo esperienziale (dualismo antropico reale) ipotizza molte realtà immateriali coesistenti con la materia, una delle quali, la aiteria, sarebbe percepibile dalla sensibilità umana in una forma che riconduce al concetto di spiritualità.